# Poranthereae
Poranthereae — триба з родини Phyllanthaceae. Це одна з десяти триб родини та одна з чотирьох триб підродини Phyllanthoideae. Poranthereae включає близько 111 видів, розподілених на вісім родів.
Триба складається з трав, кущів і малих і середніх дерев. Вони мають космополітичне поширення, зустрічаються на всіх континентах, крім Антарктиди. Опис і класифікація Poranthereae були суттєво переглянуті після філогенетичного аналізу послідовностей ДНК представників родини Phyllanthaceae.